# A Curious Thing
A Curious Thing är Amy Macdonalds andra studioalbum och släpptes den 1 mars 2010. Efter framgångarna med debutalbumet This Is the Life var pressen inför andra albumet stor. Albumet har fått relativt bra kritik. Albumet har sålts i 1 miljon exemplar och haft fyra förstaplaceringar. 
Macdonald skrev som vanligt låtarna efter sina vardagliga upplevelser, och kritiserar bland annat kändiskulturens ytlighet i låten "This Pretty Face", om förhoppningar och drömmar i "Your Time Will Come", om erfarenheter efter nära och käras bortgång i "Spark". Låten "Troubled Soul" handlar om Amy Macdonalds pojkvän Steve Lovell (som hon är förlovad med) och låten "Give It All Up" handlar om hennes manager.

## Låtlista
1. "Don't Tell Me That It's Over" - 3:15
2. "Spark" - 3:07
3. "No Roots" - 4:30
4. "Love Love" - 3:17
5. "An Ordinary Life" - 3:36
6. "Give It All Up" - 2:55
7. "My Only One" - 3:32
8. "This Pretty Face" - 3:57
9. "Troubled Soul" - 4:46
10. "Next Big Thing" - 3:30
11. "Your Time Will Come" - 4:32
12. "What Happiness Means to Me" - 4:55

## Låtlista Deluxe Edition
CD1
1. "Don't Tell Me That It's Over" - 3:15
2. "Spark" - 3:07
3. "No Roots" - 4:30
4. "Love Love" - 3:17
5. "An Ordinary Life" - 3:36
6. "Give It All Up" - 2:55
7. "My Only One" - 3:32
8. "This Pretty Face" - 3:57
9. "Troubled Soul" - 4:46
10. "Next Big Thing" - 3:30
11. "Your Time Will Come" - 4:32
12. "What Happiness Means to Me" - 4:55

CD2 - Live från Barrowland Ballroom Glasgow
1. "Poison Prince"
2. "Youth of Today"
3. "L.A"
4. "Footballer's Wife"
5. "Mr Rock&Roll"
6. "Mr Brightside" (Skriven av Brandon Flowers och Dave Kleuning)
7. "The Road To Home"
8. "This Is The Life"
9. "Run"
10. "Rock 'n' Roll Star" (skriven av Noel Gallagher)
11. "Let's Start A Band"
12. "Caledonia"
13. "Fairytale of New York" (skriven av Jem Finer och Shane MacGowan)
14. "Barrowland Ballroom"

## Placeringar
| Chart (2010)                     | Placering position | Har sålt: | Försäljningssiffror |
| -------------------------------- | ------------------ | --------- | ------------------- |
| Austrian Albums Chart            | 1                  |           |                     |
| Belgium (Flanders) Albums Chart  | 2                  | Guld      | 10 000+             |
| Belgium (Wallonia) Albums Chart  | 4                  | Guld      | 10 000+             |
| Dutch Albums Chart               | 2                  |           |                     |
| Danish Albums Chart              | 7                  |           |                     |
| European Albums Chart            | 1                  |           |                     |
| German Albums Chart              | 1                  | Platina   | 200 000+            |
| Greek International Albums Chart | 2                  |           |                     |
| Irish Albums Chart               | 26                 |           |                     |
| Italian FIMI Albums Chart        | 25                 |           |                     |
| Norwegian Albums Chart           | 22                 |           |                     |
| Polish Albums Chart              | 11                 |           |                     |
| Swedish Albums Chart             | 5                  |           |                     |
| Danish Albums Chart              | 11                 |           |                     |
| French Albums Chart              | 16                 |           |                     |
| Swiss Albums Chart               | 1                  |           |                     |
| Spanish Albums Chart             | 13                 |           |                     |
| UK Albums Chart                  | 4                  | Guld      | 100 000+            |